# Huszár Tibor (fotóművész)
Huszár Tibor (Réte, 1952. június 16. – Modor, 2013. szeptember 11.) szlovákiai magyar fotóművész.

## Életrajza
1964-ben kezdett el foglalkozni a fényképezéssel. 1971-től 1974-ig a Nő című pozsonyi folyóirat fotóriportereként tevékenykedett. 1976 és 1983 között a prágai Zeneművészeti Akadémia film és televíziós tanszékén tanult, ahol Ján Šmok professzor tanítványa volt. 1988-tól 1990-ig fényképezte Tábori György Theater der Kreis előadásait. 1992-ben a New York Egyetem fotóművészeti tanszék vendégelőadója lett, vendégelőadóként dokumentumfényképezést tanított a New York-i West Side High School-on. Miután Szlovákiába visszatért, a Besztercebányai Művészeti Egyetem tanára lett, később pedig a nagyszombati Cirill és Metód Egyetem Tömegkommunikációs Karán vezette a fotóműhelyt. Utolsó éveiben Pozsonyban élt és dolgozott. Művei főleg dokumentum-, szocio- és portréfotók.

## Díjak, elismerések
- 1983: az újvidéki Nemzetközi Színházi Fotóművészeti Biennálé Aranyplakettje.

## Tematikus ciklusai
- 1981-83: A bősi erőmű;
- 1979-85: Dél-Magyarország;
- 1984: Martin-település;
- 1987: a Mohi Atomerőmű;
- 1983-88: Színházi előadások (Martin, Nagyszombat, Pozsony, Prága);
- 1983-94: Írók és közéleti személyiségek portréi;
- 1988-90: Theater der Kreis, Bécs;
- 1988-90: Szlovákia és szlovákok;
- 1989: Bársonyos forradalom;
- 1990: Václav Havel államelnök útjai (Moszkva, Izrael, Salzburg);
- 1970-91: Cigányok Szlovákiában;
- 1991: Háború a Perzsa-öbölben (Jordánia, Szaúd-Arábia, Irak);
- 1991-93: New York, a tolerancia városa.

## Egyéni kiállítások
- 1982 • Besztercebánya
- 1983 • Kulturális Központ, Szenc • Galéria FAMU, Prága • Galéria, Kecskemét
- 1985 • Portrék, Výstavná sieň Laca Novomeského, Pozsony (kat.) • Csehszlovák Kulturális Központ, Budapest
- 1987 • Cigányok, Výstavná sieň Laca Novomeského, Pozsony
- 1988 • Abc ház Galéria, Szuchumi (SZU) • Csehszlovák Kulturális Központ, Berlin
- 1989 • G. P. Gaussa, Bécs • Divadlo A. Buriana, Prága
- 1990 • Stredoslovenská g., Zólyom • G. Burle Barge, Amszterdam • M. de l'Élysée, Lausanne • Galerie Ramer, Köln • Klagenfurt
- 1991 • Csehszlovák Kulturális Intézet, Budapest
- 1992 • Pelham Art Center, New York
- 1993 • Pozsony
- 1995 • Kassa
- 1998 • Fényképek Koloman Sokolról, G. fotografie PROFIL, Pozsony (kat.).

## Művek közgyűjteményekben
Brooklyn Museum, New York • M. de l'Élysée, Lausanne • Navigator Foundation, Boston • SNG., Pozsony • Umelecko-průmyslové m., Prága.

## Főbb művei
- 1991 • Cigáni - Gypsies, Bratislava
- 1995 • Portréty - Portraits, Bratislava
- 1998 • Sambo, Bratislava.